# Get Up (I Feel Like Being a) Sex Machine
"Get Up (I Feel Like Being a) Sex Machine" is een nummer van de Amerikaanse artiest James Brown. Het nummer verscheen niet op een studioalbum, maar werd in juli 1970 uitgebracht als single.

## Achtergrond
"Get Up (I Feel Like Being a) Sex Machine" is geschreven door James Brown in samenwerking met Bobby Byrd, Ron Lenhoff en geproduceerd door Brown. Byrd verzorgde ook de achtergrondzang op het nummer. Het nummer bestaat uit twee delen, die de A- en de B-kant van de single vullen. Het is een van de eerste nummers die Brown opnam met zijn nieuwe band The J.B.'s. De oorspronkelijke singleversie, die net als het grootste deel van de hits van Brown in slechts twee takes is opgenomen, begint met een dialoog tussen Brown en zijn band. Vergeleken met zijn funkhits uit de jaren '60 speelt de blazerssectie van de band een bescheiden rol. In plaats daarvan is het nummer gevormd rond de riff van de broers Bootsy and Catfish Collins, op de basgitaar en de elektrische gitaar, en de drums van Jabo Starks. Ook het vraag-en-antwoordspel tussen Brown en Byrd, grotendeels bestaande uit "get up, get on up, stay on the scene, like a sex machine", is een belangrijk element in het nummer. Tijdens de finale zingen Brown en Byrd de hook van de bluesklassieker "Shake Your Moneymaker" van Elmore James.
"Get Up (I Feel Like Being a) Sex Machine" behaalde in de Verenigde Staten de tweede plaats in de R&B-lijst en de vijftiende plaats in de Billboard Hot 100, terwijl het in het Verenigd Koninkrijk niet verder kwam dan plaats 32. In Nederland kwam het tot de achtste plaats in de Top 40 en de zevende plaats in de Hilversum 3 Top 30, terwijl in Vlaanderen de vierde plaats in de BRT Top 30 werd behaald. In 2004 plaatste het tijdschrift Rolling Stone het nummer op plaats 326 in hun lijst The 500 Greatest Songs of All Time.
Brown nam "Get Up (I Feel Like Being a) Sex Machine" nog driemaal op. In 1970 verscheen een versie van ruim tien minuten op zijn livealbum Sex Machine. In 1975 verscheen een versie van twaalf minuten die meer op het discopubliek gericht was; deze versie bereikte de zestiende plaats in de R&B-lijst en plaats 61 in de Billboard Hot 100. In 1993 zong Brown een nieuwe versie van het nummer in samenwerking met het door hem gesponsorde Nissin's Miso Soup. Andere artiesten hebben het nummer ook opgenomen, waaronder The Flying Lizards, Mýa en Helge Schneider. Daarnaast is het gesampled door Heavy D & the Boyz, La Toya Jackson en MC Hammer. Verder is de oorspronkelijke versie van het nummer gebruikt in de films Cidade de Deus, Legally Blonde, Lock, Stock and Two Smoking Barrels, Friday en The Tuxedo (gezongen door Jackie Chan) en in de televisieseries Scrubs en Spitting Image (gezongen door Luciano Pavarotti. Het was tevens de inspiratiebron voor de titel van Get on Up, een biografische film over Brown.

## Hitnoteringen

### Nederlandse Top 40
| Hitnotering: 29-08-1970 t/m 24-10-1970 | Hitnotering: 29-08-1970 t/m 24-10-1970 | Hitnotering: 29-08-1970 t/m 24-10-1970 | Hitnotering: 29-08-1970 t/m 24-10-1970 | Hitnotering: 29-08-1970 t/m 24-10-1970 | Hitnotering: 29-08-1970 t/m 24-10-1970 | Hitnotering: 29-08-1970 t/m 24-10-1970 | Hitnotering: 29-08-1970 t/m 24-10-1970 | Hitnotering: 29-08-1970 t/m 24-10-1970 | Hitnotering: 29-08-1970 t/m 24-10-1970 | Hitnotering: 29-08-1970 t/m 24-10-1970 |
| Week                                   | 1                                      | 2                                      | 3                                      | 4                                      | 5                                      | 6                                      | 7                                      | 8                                      | 9                                      |                                        |
| -------------------------------------- | -------------------------------------- | -------------------------------------- | -------------------------------------- | -------------------------------------- | -------------------------------------- | -------------------------------------- | -------------------------------------- | -------------------------------------- | -------------------------------------- | -------------------------------------- |
| Positie                                | 31                                     | 20                                     | 17                                     | 10                                     | 9                                      | 8                                      | 10                                     | 15                                     | 32                                     | uit                                    |

### Hilversum 3 Top 30
| Hitnotering: 29-08-1970 t/m 31-10-1970 | Hitnotering: 29-08-1970 t/m 31-10-1970 | Hitnotering: 29-08-1970 t/m 31-10-1970 | Hitnotering: 29-08-1970 t/m 31-10-1970 | Hitnotering: 29-08-1970 t/m 31-10-1970 | Hitnotering: 29-08-1970 t/m 31-10-1970 | Hitnotering: 29-08-1970 t/m 31-10-1970 | Hitnotering: 29-08-1970 t/m 31-10-1970 | Hitnotering: 29-08-1970 t/m 31-10-1970 | Hitnotering: 29-08-1970 t/m 31-10-1970 | Hitnotering: 29-08-1970 t/m 31-10-1970 | Hitnotering: 29-08-1970 t/m 31-10-1970 |
| Week                                   | 1                                      | 2                                      | 3                                      | 4                                      | 5                                      | 6                                      | 7                                      | 8                                      | 9                                      | 10                                     |                                        |
| -------------------------------------- | -------------------------------------- | -------------------------------------- | -------------------------------------- | -------------------------------------- | -------------------------------------- | -------------------------------------- | -------------------------------------- | -------------------------------------- | -------------------------------------- | -------------------------------------- | -------------------------------------- |
| Positie                                | 29                                     | 18                                     | 10                                     | 7                                      | 7                                      | 14                                     | 14                                     | 12                                     | 20                                     | 27                                     | uit                                    |

### NPO Radio 2 Top 2000
| Nummer met noteringen in de NPO Radio 2 Top 2000 | '99 | '00  | '01  | '02 | '03 | '04 | '05  | '06  | '07 | '08 | '09 | '10 | '11 | '12  | '13  | '14 | '15  | '16  | '17  | '18  | '19  | '20  | '21  |
| ------------------------------------------------ | --- | ---- | ---- | --- | --- | --- | ---- | ---- | --- | --- | --- | --- | --- | ---- | ---- | --- | ---- | ---- | ---- | ---- | ---- | ---- | ---- |
| Get Up (I Feel Like Being a) Sex Machine         | 658 | 1118 | 1068 | 892 | 661 | 798 | 1090 | 1077 | 982 | 934 | 876 | 852 | 985 | 1001 | 1081 | 952 | 1163 | 1150 | 1299 | 1655 | 1745 | 1920 | 1953 |

1. ↑  Een vetgedrukt getal geeft de hoogste notering aan.
2. ↑  Deze tabel is bijgewerkt tot en met de laatste editie (2024).